# Injigo (program)
Program Injigo obuhvaća ignacijanske duhovne vježbe u svakodnevnom životu od 30 tjedana (DV) kao i duhovne vježbe u šutnji od tri do trideset dana (DVŠ). Započela ga je 1997. u Zagrebu hrvatska znanstvenica Marica Čunčić, koja je već imala višegodišnje iskustvo u davanju DV. Svoje osobne godišnje DV od osam dana šutnje obavljala je od 1968. do 1985. god. pod vodstvom isusovca vlč. o. Dragutina Hartlyja (1920. – 2008.) koji je 1981. potaknuo Maricu da i sama počne davati DV drugima u Zagrebu u okviru Male Obitelji Bezgrješnog Srca Marijina koja njeguje marijansku i ignacijansku duhovnost. Marica je pripadala toj Zajednici od 1970. do 2008. god. kad je zamolila za istup da bi se mogla posve posvetiti Zajednici i Programu Injigo. Dr. Čunčić je najprije davala duhovne vježbe u Hrvatskoj, a kasnije u SAD-u i Kanadi, najviše u Isusovačkom središtu za duhovnost (Jesuit Centre of Spirituality) u Guelphu, Ontario, Kanada, u čijem sklopu je bio Ignatius College i Loyola House, Retreat and Training Centre. Broj sudionika u DV postupno je rastao i dr. Čunčić je morala uključiti i vježbatelje da pomognu u praćenju. Neki su pratitelji u svojim DV dobili poziv da se trajno posvete praćenju vježbatelja. Tako je nastala Zajednica Injigo koja se brine za Program Injigo, Časopis za sudionike duhovnih vježbi u ovom programu zove se također Injigo. Upute za razmatranja sada pratitelji daju u preko tridesetak župa, i od listopada 2008. do siječnja 2013. održano je 3000 susreta u Hrvatskoj, BiH, Sloveniji i Njemačkoj. Na stotine je vježbatelja prošlo i DV u šutnji od tri dana, od tjedan dana i mjesec dana, koje se većinom održavaju preko ljeta.